# 사와다 가즈키
사와다 가즈키(일본어: 澤田 和樹, 1982년 6월 5일 ~ )는 일본의 전 축구 선수이다.

## 구단 경력
과거 나고야 그램퍼스 에이트, FC 카리야, 방포레 고후, 미토 홀리호크에서 활동하였다.